# U-23サッカーバーレーン代表
U-23サッカーバーレーン代表は、バーレーンサッカー協会によって編成されるバーレーンのサッカーの23歳以下のナショナルチームである。23歳以下の選手を対象とするオリンピックに出場するためのチームである。そのため、オリンピックの前年にはU-22サッカーバーレーン代表、そのさらに前年にはU-21サッカーバーレーン代表と呼称が変わる。

## 歴史
2004年アテネ五輪・アジア予選では最終予選に進出した。2回戦総当たりでグループ首位だけが本大会に出場できる最終予選では日本、アラブ首長国連邦、レバノンと同じB組となった。当時2大会連続出場中の日本に対して1勝1分と勝ち越して、最終戦を前に首位の日本と勝ち点で並んでいたが、レバノンと引き分けに終わり、予選敗退が決定した。
地元開催の2013年ガルフ五輪選手権で優勝した。
AFC U-23選手権（現AFC U23アジアカップ）には2020年タイ大会で初出場。2分1敗でグループリーグ敗退であった。

## オリンピックの成績
- 1992 - アジア予選敗退
- 1996 - アジア予選敗退
- 2000 - アジア予選敗退
- 2004 - アジア予選敗退
- 2008 - アジア予選敗退
- 2012 - アジア予選敗退
- 2016 - アジア予選敗退

## アジア競技大会の成績
- 2002 - ベスト16
- 2006 - グループリーグ敗退
- 2010 - グループリーグ敗退
- 2014 - 不参加

## U-23選手権の成績
- 2013 - 予選敗退
- 2016 - 予選敗退
- 2018 - 予選敗退
- 2020 - グループリーグ敗退
- 2022 - 予選敗退
- 2024 - 予選敗退